# Newborough (Anglesey)
Newborough (en galés, Niwbwrch o Niwbro) es un pueblo en la punta suroccidental de Anglesey, Gales.

## Historia
Newborough (antiguamente Rhosyr) era una parte muy imoportante de la Anglesey medieval, como prueba el reciente descubrimiento de la Corte Real del Príncipe Llywelyn el Último, llamado Llys Rhosyr. Newborough fue fundada en por Eduardo I de Inglaterra en 1294, para albergar a la gente que había expulsado de Llanfaes para construir el castillo de Beaumaris. Fue literalmente establecida como un 'nuevo barrio' (new borough en inglés) y ganó sus fueros en 1303. En el siglo XVI fue la ciudad condal de Anglesey y llegó a poseer una próspera industria de barrones, usadas para producir esteras, redes y sogas.
John Morgan, un músico ciego que vivió alrededor de 1740, tocaba la rota. Newborough fue la sede del Instituto Prichard Jones, considerado como un ejemplo excepcional de institución pública de principios del siglo XX. El Instituto y las seis casitas de campo de una sola planta que lo rodean fueron un regalo al pueblo por Sir John Prichard-Jones, quien nació en Newborough. Sir John pasó de aprendiz de pañero a finalmente presidente del gran almacén Dickins & Jones en Londres, al que dio su nombre. El Instituto fue diseñado por Roland Lloyd Jones y completado en 1905 con un coste de 20.000 libras esterlinas. El edificio de estilo neo-tudor de dos plantas, junto con una torre de reloj, es un diseño inusual para un lugar a menudo golpeada por fuertes vientos del suroeste. El Instituto apareció en el programa de la BBC2: Restoration, en 2006.

## En la actualidad
El pueblo con sus atractivos alrededores brinda al visitante excelentes oportunidades para caminar, y no menos en Newborough Warren, una de las mayores áreas de dunas de arena en las islas británicas. También se puede disfrutar de espléndidos paseos cerca del bosque de Newborough, un terreno arbolado de 8 km² (2.000 ácreas), dedicado a la silvicultrua y a la conservación. Gran parte del área alrededor de Newborough ha sido declarada reserva natural, siendo famosa entre los interesados en aves y otras especies salvajes.

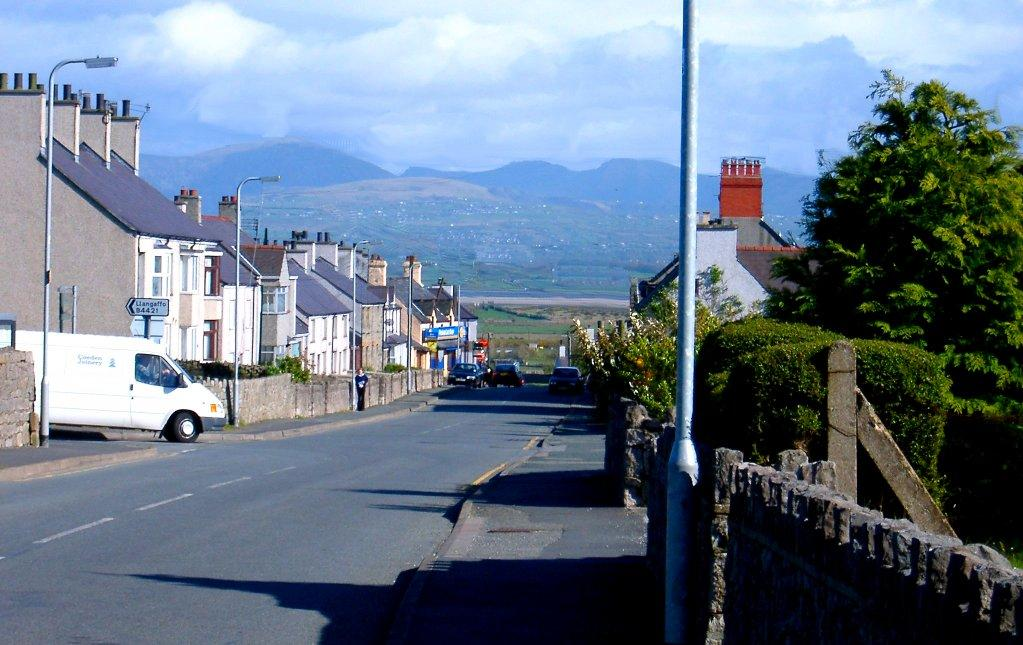
Newborough con Snowdonia al fondo.

Hay una extensa playa de arena de bandera azul en Llanddwyn, que da acceso a la isla Llanddwyn, un promontorio rocoso de una milla de longitud. Los restos de la iglesia del siglo XVI de Dwynwen, el santo patrón galés de los amantes, se encuentra en la isla.
La playa de Newborough es muy famosa como lugar de kitesurfing.
Justo a las afueras del pueblo, en la B4419 hacia Llangaffo, está Tacla Taid, el Museo del Transporte y la Agricultura de Anglesey, que es el mayor de su género en Gales. En la A4080, hacia Dwyran, se pueden ver todos los principales puntos de interés turístico de Anglesey en miniatura, en Pueblo Modelo de Anglesey.
Los bajos precios sobre la propiedad, la playa de bandera azul y ahora un acceso a Internet de alta velocidad en el pueblo están dando a esta localidad un resurgimiento con afluencia de personas que trabajan a distancia.

## Hijos e hijas de Newborough
- Sir John Prichard-Jones
- William Jones (1842–1907), gran marinero, industrialista y líder cívico

## Películas y programas de televisión rodados en Newborough
Half Light con Demi Moore

## Fotos de Newborough

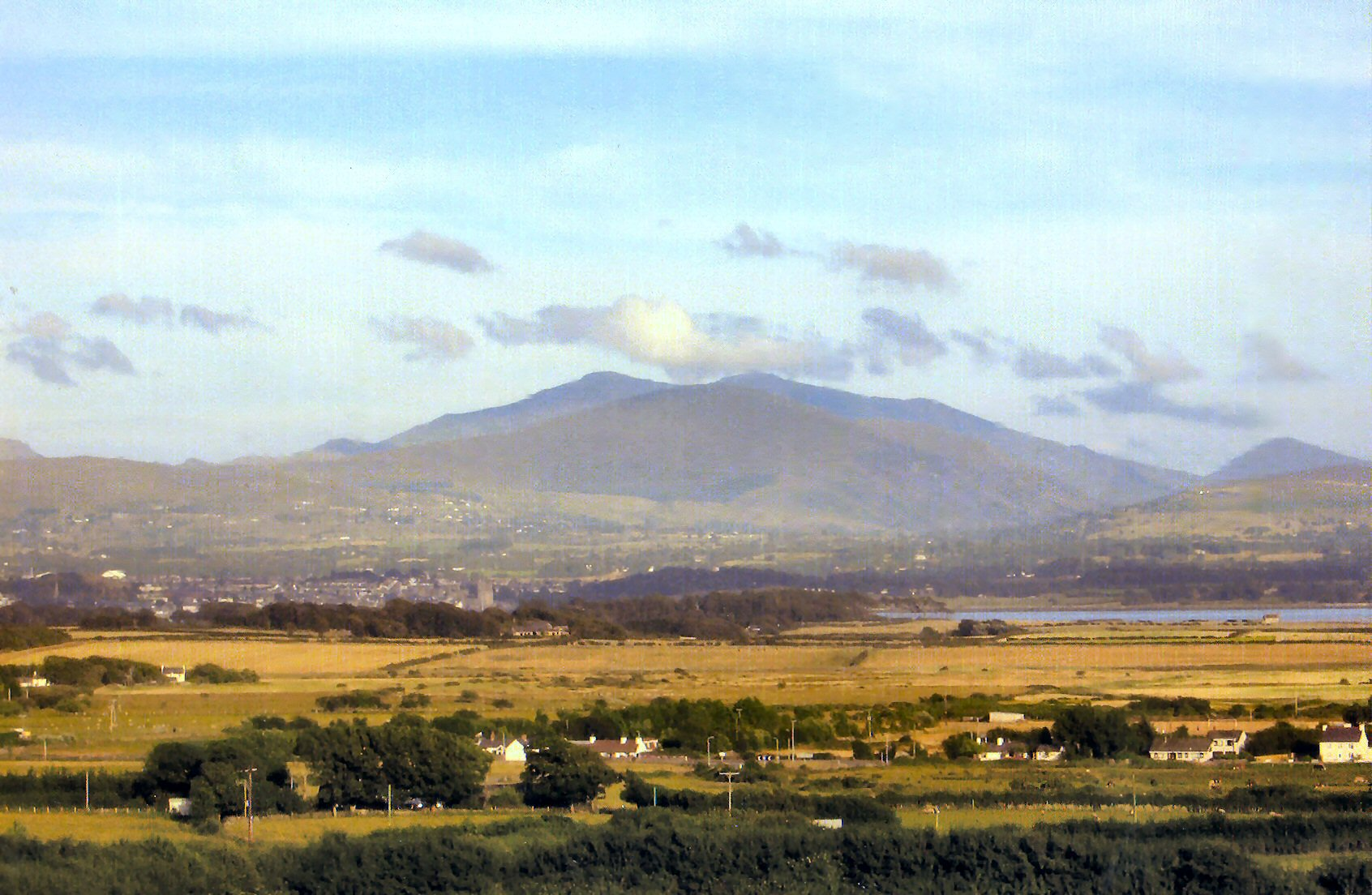
Vistas de Snowdon y Snowdonia desde la granja Hendre Fawr, Newborough